# Okamejei hollandi
Okamejei hollandi is een vissensoort uit de familie van de Rajidae. De wetenschappelijke naam van de soort is voor het eerst geldig gepubliceerd in 1909 door Jordan & Richardson.